# Vielle-Soubiran
Vielle-Soubiran ist eine französische Gemeinde mit 224 Einwohnern (Stand: 1. Januar 2022) im Département Landes in der Region Nouvelle-Aquitaine. Sie gehört zum Kanton Haute Lande Armagnac und zum Arrondissement Mont-de-Marsan. 
Sie liegt am Flüsschen Launet und grenzt im Norden an Losse, im Osten an Estigarde, im Südosten an Saint-Julien-d’Armagnac (Berührungspunkt), im Süden an Saint-Justin und Saint-Gor im Westen.

## Bevölkerungsentwicklung

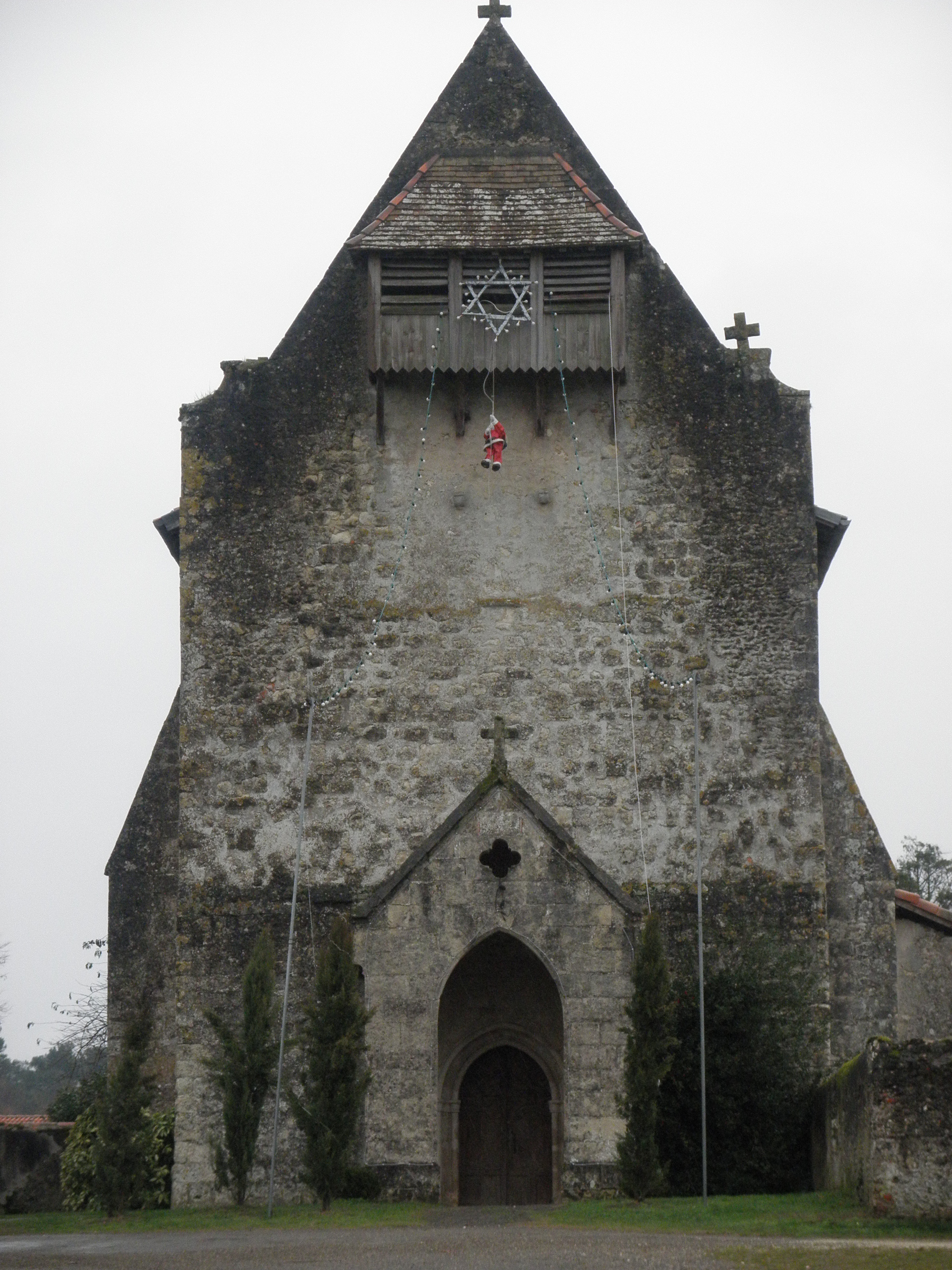
Kirche Saint-Jean-Baptiste

| Jahr      | 1962 | 1968 | 1975 | 1982 | 1990 | 1999 | 2008 | 2017 |
| --------- | ---- | ---- | ---- | ---- | ---- | ---- | ---- | ---- |
| Einwohner | 225  | 219  | 216  | 219  | 208  | 197  | 242  | 229  |